# Bertoši
Pour les articles homonymes, voir Bertozzi.
Bertoši (en italien : Bertozzi) est une localité de Croatie située en Istrie, dans la municipalité de Pazin, dans le comitat d'Istrie. En 2001, la localité comptait 275 habitants.

## Démographie
| 1948 | 1953 | 1961 | 1971 | 1981 | 1991 | 2001 |
| ---- | ---- | ---- | ---- | ---- | ---- | ---- |
| 283  | 234  | 213  | 172  | 132  | 154  | 275  |